# Finlands konsultbyråers förbund
Finlands konsultbyråers förbund (finska: Suunnittelu- ja Konsulttitoimistojen Liitto, SKOL) är en 1967 grundad nationell arbetsgivarorganisation i Helsingfors för ingenjörs-, arkitekt- och konsultföretag inom byggnadsindustri, husbyggnad och samhällsteknisk infrastruktur. 
Förbundets uppgift är att främja och utveckla medlemsföretagens verksamhetsförutsättningar och den fristående konsultbranschen samt att övervaka medlemsföretagens intressen i arbetsavtals- och övriga frågor. Förbundet stödjer medlemsföretagens möjligheter till projektexport genom medlemskap och representation i European Federation of Consulting Engineering Associations (EFCA) och International Federation of Consulting Engineers (FIDIC) samt forskning och utveckling genom medverkan i bland annat Teknologiska utvecklingscentralen. Förbundet anordnar möten, konferenser, kurser och utställningar samt idkar publikations- och informationsverksamhet. Förbundet är medlemsorganisation i Finlands näringsliv. Företag inom förbundet bör godkänna förbundets internationellt accepterade etiska regler för konsultverksamhet. 